# رومانسية (رواية)
الرومانسية، رواية كتبها جوزيف كونراد وفورد مادوكس فورد. كانت الثانية من بين ثلاث تعاونات. نُشِرت الرومانسية في نهاية المطاف من قبل سميث وإلدر وشركاه في لندن في عام 1903 ومن قبل مكلور وفيليبس وشركاه في نيويورك في مارس 1904.
وفقا لماكس ساوندرز، كونراد، في سعيه للحصول على متعاون أدبي، أُوصيَ به من قبل العديد من الشخصيات الأدبية. أشار ويليام إيرنست هينلي إلى فورد كخيار مناسب لكونراد. لم يكن التعاون الأدبي أمرًا غير مألوف بشكل خاص عندما اقترح كونراد ذلك على فورد، ولكن لم تكن تلك هي الطريقة المناسبة للروائيين الجادين، كما كان فورد على دراية: «إن ناقدي مجالنا المفضل لا يؤمنون بالتعاون». حُوِّلت الرواية إلى فيلم بعنوان الطريق إلى الرومانسية.

## التعاون
في سيرته لكونراد، جوزيف كونراد: تذكار شخصي (1924)، يزعم فورد أن بعض الخصوم والنقاد لم يروا «صداقته الأدبية» مع كونراد بنفس القدر من التوقيرالذي رآها هو عليه. لكن رباطه مع كونراد كان «شيئًا جميلًا للغاية لعدم وجود مكان للغيرة فيه.» في الواقع، أعطى فورد من خلال الموقع الذي أعطاه لكونراد بعض الفائدة بصفته شريكًا في الرابطة، حيث كتب: «كنتُ مفيدًا لكونراد ككاتب وكرجل بطرائق عديدة خلال أيامه الأولى من النضال والفقر المدقع» في قسِمٍ غير منشور، حجب جملةً صريحة من الاعتراف حول الكاتب الذي شكل معه فريقًا حيث يتناقض فيها مع الحجة القائلة إن كونراد «اختار العيش على بشكل مقرب جدًا مع شخص طفيلي»، موضحًا أن مثل هذا الاتهام يضر بنفسه بقدر ما كان يضر كونراد. واصل فورد في نفس السياق الخيارات المتاحة لكونراد، ودافع عن نفسه من الانتقاد وإظهار الوعي بالسايكولوجية القابعة وراء الكتابة المشتركة:
... «إذا اختار التشاور مع شخص بشأن معظم التفاصيل الخاصة بحياته الشخصية، وما هو الأهم، فيما يتعلق بشكل وصياغة كتبه، إذا اختار هذا الشخص القريب جدًا شخصًا من النوع الطفيلي، كان رجلًا أقل استقامة مما قد يكون من المفترض أن يكون... وأقل من قدره كعالم نفسي.»
يكشف صديق فورد وأحد ناقديه، ر. أ. سكوت جيمس، في مقدمة عن أحد أعمال فورد، بشكل لا يصدق، أن فورد قد ادعى بحماسة أنه قام بتدريس كونراد الإنكليزية. قال فورد عددًا من الادعاءات حول كونراد والتي ربما لم تكن صحيحة تمامًا.
تورطت زوجات الكتاب وراء الكواليس في التعاون، وغالبا إلى حد إحباط فورد، الذي تجنب أي ذكر لجيسي كونراد في سيرته.
وافق كونراد وفورد على تعاون في سيرافينا، وهي رواية بدأها فورد بالفعل. كتب كونراد لفورد يشجعه على الزيارة:
«تعال عندما تريد... ستجدني دائمًا هنا. سأكون سعيدًا جدًا لسماع قراءة سيرافينا. سأقرأها بعد ذلك بنفسي. استشر راحتك الشخصية (وخاصة) نزواتك. إنه الشيء الوحيد الذي يستحق الانصياع إليه.»
حدثت حالة أخرى حيث حصلت اعتراضاتٌ على التعاون عندما كتب كونراد إلى جالسوورثي قائلاً: «ما زلت أتدحرج. أعمل في سيرافينا. هراء! أهوال!» ومرة أخرى بعد جلسة ترابط أخرى كتب كونراد أن زيارة فورد قد تركته «نصف ميت ولقد رقد في السرير لمدة يومين».

## ما بعد الكارثة
بعد انتهاء التعاون بشأن الرومانسية، يبدو أن كونراد في عام 1902 بدأ يشعر بشعورٍ بالخسارة بسبب العمل مع فورد لأنه طلب منه الحفاظ على شراكتهما حية. ولكن العلاقة بين فورد وكونراد انهارت في عام 1909، بسبب خلافات شخصية ومحددة، بما في ذلك الترتيبات المالية لتمكين فورد من نشر كتاب كونراد بعض ذكريات. لم يروا بعضهم كثيرًا بعد هذا النزاع وتحدثوا بشكل أقل تواترا.
يعكس نص الرومانسية نفسه في بعض الأحيان ردود فعل كونراد على اقتراح التعاون في الرواية. عندما ينتقد توماس كاسترو كيمب لإخفاقه في استغلال الفرص لقتل أعدائهم، يردد توبيخه صدى رد فعل كونراد القوي على مسودة فورد المبكرة الهزيلة للرواية. قال كونراد، «يمكن لأي كاتب أن يأخذ مثل هذا الموضوع ويمكنه ألا يفعل، يمكن له أن يتشبث به من عنقه، ويستخراج منه كل قطرة من الدم والسحر» يمكن أن يكون «مجرمًا» فقط. عندما سمع كونراد قراءة فورد بصوت عالٍ لمسودة فورد الأولى، شعر كونراد، الذي «بدأ يئن ويتدلى على كرسيه»، أن فورد قد فشل في استخراج أقصى قدر من التأثير من إمكانات مخطط القصة.
هناك بيان واضح عن تقارب أساليب عملهم، على الرغم من البيئة الأدبية المحمومة، يظهر في رسالة فورد إلى اوليف غارنيت:
«كونراد له تأثيرٌ كبيرٌ عليّ؛ لديّ تأثير كبير عليه، سواء للخير أو الشر في كلتا الحالتين لا يوجد عِلمٌ. العمل التعاوني مختلف تمامًا عن أي من أعمالنا الشخصية، إذ أنه يأخذ مجموعة من القرارات المحددة الخاصة به... بالرغم من أن ذلك قد يبدو متناقضًا لكن طباعنا متشابهة بشكل يفوق المعتاد، فنحن نتحدث بلغة بعضنا البعض تقريبًا بقدر ما يمكن لشخصين من بابل أن يفعلوا ذلك».